# VV Veendam in het seizoen 1959/60
Het seizoen 1959/1960 was het zesde jaar in het bestaan van de Veendamse betaaldvoetbalclub Veendam. De club kwam uit in de Eerste divisie A en eindigde daarin op de 15e plaats.

## Wedstrijdstatistieken

### Eerste divisie A
|       | BVV   | Excelsior | Fortuna | 't Gooi | GVAV  | Helmond | HVC   | KFC   | NOAD  | Rigtersbleek | Stormvogels | SVV   | Vitesse | De Volewijckers | Wageningen |
| ----- | ----- | --------- | ------- | ------- | ----- | ------- | ----- | ----- | ----- | ------------ | ----------- | ----- | ------- | --------------- | ---------- |
| Thuis | 1 – 0 | 2 – 0     | 1 – 0   | 2 – 1   | 1 – 4 | 0 – 1   | 1 – 0 | 1 – 3 | 0 – 1 | 1 – 1        | 3 – 1       | 4 – 0 | 2 – 2   | 1 – 2           | 6 – 2      |
| Uit   | 1 – 1 | 2 – 0     | 3 – 1   | 5 – 0   | 3 – 0 | 2 – 0   | 3 – 1 | 1 – 0 | 5 – 2 | 1 – 1        | 2 – 2       | 3 – 1 | 2 – 1   | 1 – 0           | 3 – 1      |

## Statistieken Veendam 1959/1960

### Eindstand Veendam in de Nederlandse Eerste divisie A 1959 / 1960
| Stand | Gespeeld | Gewonnen | Gelijk | Verloren | Punten | Doelpunten voor | Doelpunten tegen |
| ----- | -------- | -------- | ------ | -------- | ------ | --------------- | ---------------- |
| 15e   | 30       | 8        | 5      | 17       | 21     | 38              | 55               |

### Topscorers
| Competitie \| # \| Naam \| \| \| ----------------- \| ------------------- \| -- \| \| 1. \| Paul Amara \| 15 \| \| 2. \| Jan van den Berg \| 5 \| \| 2. \| Klaas Snip \| 5 \| \| 4. \| Sietze de Jong \| 2 \| \| 4. \| Zoltán Mráz Petrics \| 2 \| \| 4. \| Max Rosies \| 2 \| \| 4. \| Afinus de Vries \| 2 \| \| 4. \| Willy Wever \| 2 \| \| 9. \| Mattheus Korte \| 1 \| \| Onbekend doelpunt \| \| \| \| – \| Onbekend \| 1 \| \| Totaal \| Totaal \| 38 \| |                     |      |
| # | Naam                | Goal |
| 1. | Paul Amara          | 15   |
| 2. | Jan van den Berg    | 5    |
| 2. | Klaas Snip          | 5    |
| 4. | Sietze de Jong      | 2    |
| 4. | Zoltán Mráz Petrics | 2    |
| 4. | Max Rosies          | 2    |
| 4. | Afinus de Vries     | 2    |
| 4. | Willy Wever         | 2    |
| 9. | Mattheus Korte      | 1    |
| Onbekend doelpunt |                     |      |
| – | Onbekend            | 1    |
| Totaal | Totaal              | 38   |